# Воиславлевичи
Воиславлевичи (на сръбски: Војислављевићи) са средновековна сръбска династия, управлявала в Дукля през XI-XII век. Династията води началото си от архонта Стефан Воислав, управлявал през 1018 – 1043 година и може би свързан с династията Властимировичи. В края на XII век основният клон на Воиславлевичите е изместен от младшия клон Вукановичи.